# Probino di Como
Probino di Como o Provino (Provins, IV secolo – Como, 420) è stato un vescovo romano, secondo vescovo di Como.
È venerato come santo dalla Chiesa cattolica, che ne celebra la memoria l'8 marzo.

## Biografia
Probino era originario della Gallia transalpina e la tradizione medievale lo vuole originario di Pruvinum, l'attuale Provins. Venne inviato alla fine del IV secolo da Ambrogio, anch'egli originario di quelle terre, ad aiutare Felice, primo vescovo di Como, nell'opera di evangelizzazione di quella regione.
Alla morte di Felice, Probino gli successe come vescovo. Non vi sono molte altre notizie su questo prelato, se non che mantenne la sede vescovile presso la basilica di San Carpoforo e che si impegnò a difendere la diocesi comasca dall'eresia ariana. A Probino si attribuisce anche l'edificazione della chiesa dei Santi Gervaso e Protaso (primo quarto del V secolo), che fu il secondo tempio cristiano edificato nella città di Como. Questa chiesa era un piccolo edificio ad aula che, fino al 1883, si trovava dove oggi si trovano i numeri civici 10 e 12 di via Anzani, nel quartiere un tempo noto con il toponimo, appunto, di San Protaso.
Provino morì nel 420.

## Culto
La tradizione riporta la notizia che fu sepolto proprio nella chiesa dei Santi Gervaso e Protaso ma, nel 1096, Guido Grimoldi fece traslare le spoglie del santo nella chiesa di Sant'Antonio Abate intra moenia, per preservarle da eventuali scorrerie. La chiesa di Sant'Antonio, che ancor'oggi conserva un campanile di origine medievale, assunse poi il nome chiesa di San Provino. Dalla chiesa comasca di San Provino, nel 1933 le spoglie del santo furono trasferite al Santuario cittadino del Santissimo Crocifisso.
Una forte venerazione fu dedicata a questo santo dai credenti della Diocesi di Como: prova ne sono i libri liturgici in uso presso la predetta diocesi fino al Concilio di Trento, oltre alle molte chiese medioevali dedicate a san Provino, le più note delle quali sono la collegiata di Agno, la parrocchiale di Dazio e la già citata chiesa di Como.